# Topologie operatoriali debole e forte
In matematica, in particolare in analisi funzionale, le topologie operatoriali debole e forte sono due topologie operatoriali sull'insieme {\displaystyle {\mathcal {L}}(X,Y)} degli operatori limitati tra due spazi di Hilbert {\displaystyle (X,\langle \cdot ,\cdot \rangle _{X})}  e {\displaystyle (Y,\langle \cdot ,\cdot \rangle _{Y})}. Come suggerito dal nome, la topologia operatoriale debole è più debole della topologia operatoriale forte. 

## Definizioni

### Topologia operatoriale debole
La topologia operatoriale debole è la topologia più debole su {\displaystyle {\mathcal {L}}(X,Y)} tale che il funzionale che manda un operatore limitato {\displaystyle T\in {\mathcal {L}}(X,Y)} in {\displaystyle \ell (Tx)} risulti continuo per ogni {\displaystyle x\in X} e {\displaystyle \ell \in Y^{*}}, dove {\displaystyle Y^{*}} denota lo spazio duale {\displaystyle Y}. Per il teorema di rappresentazione di Riesz, una base di intorni di un operatore limitato {\displaystyle T} è data dalla famiglia di insiemi
{\displaystyle \{V:X\to Y{\text{ operatore limitato}}\mid |\langle V(x)-T(x),y\rangle _{Y}|<\varepsilon \ \forall (x,y)\in S\}}
al variare di {\displaystyle \varepsilon \in \mathbb {R} _{>0}} e di {\displaystyle S\subset X\times Y} di cardinalità finita. 
La topologia operatoriale debole non va confusa con la topologia debole per spazi di Banach su {\displaystyle {\mathcal {L}}(X,Y)}. Questa infatti è la topologia più debole che rende continui tutti i funzionali lineari limitati su {\displaystyle {\mathcal {L}}(X,Y)}, non solo quelli della forma {\displaystyle T\mapsto \ell (Tx)}.

### Topologia operatoriale forte
La topologia operatoriale forte è la topologia più debole su {\displaystyle {\mathcal {L}}(X,Y)} tale che il funzionale che manda un operatore limitato {\displaystyle T:X\to Y} in {\displaystyle Tx} risulti continuo per ogni {\displaystyle x\in X}. Una base di intorni di un operatore limitato {\displaystyle T} è data dalla famiglia di insiemi
{\displaystyle \{V:X\to Y{\text{ operatore limitato}}\mid \|V(x)-T(x)\|_{Y}<\varepsilon \ \forall x\in S\}}
al variare di {\displaystyle \varepsilon \in \mathbb {R} _{>0}} e di {\displaystyle S\subset X} di cardinalità finita.